# Palazzo Bruotschy
Palazzo Bruotschy è un palazzo rinascimentale di Barletta, databile tra la fine del cinquecento e l'inizio del seicento.
Fu residenza nobiliare e di mercanti.

## Storia
Il palazzo è posto in una delle vie più antiche di Barletta, precisamente in via San Giorgio, pieno borgo di Santa Maria nel centro storico del comune. Nelle sue vicinanze è posta l'antica chiesa di San Giorgio, edificata nel 1200, divenuta epicentro del culto ortodosso locale e poi abbandonata.

## Descrizione
Palazzo Bruotschy si caratterizza innanzitutto per il suo porticato gotico, che ne fanno una rarità a Barletta, insieme al porticato di Palazzo Bonelli e al vecchio Palazzo Casale, demolito nei primi anni del novecento.
L'impianto a tre navate fu sicuramente rimaneggiato più volte nei secoli.